# Референдум про незалежність Шотландії (2014)
Референдум про незалежність Шотландії було проведено 18 вересня 2014 року.
Біла книга пропонованого закону, яка встановила чотири можливі варіанти голосування, була опублікована 30 листопада 2009 року. 25 лютого 2010 року відбулася публікація законопроєкту, після чого розпочалося суспільне обговорення тексту. Проєкт припускає наявність двох питань «так-ні» на референдумі, що стосуються подальшої деволюції та незалежності. Шотландська національна партія (ШНП), кабінет якої був створений в умовах відсутности парламентської більшости, не змогла забезпечити підтримку свого проєкту з боку инших партій. Перед виборами до Парламенту 2011 року керівництво партії відкликало ініціативу. У 2011, тим не менш, ШНП отримала більшість та пообіцяла провести референдум у разі свого переобрання. 10 січня 2012 року Уряд оголосив передбачуваний час проведення референдуму — осінь 2014.
15 жовтня 2012 прем'єр-міністром Великої Британії Девідом Кемероном та першим міністром регіонального уряду Шотландії Алексом Селмондом була підписана угода, що визначила порядок проведення референдуму про незалежність Шотландії восени 2014 року.

## Історія

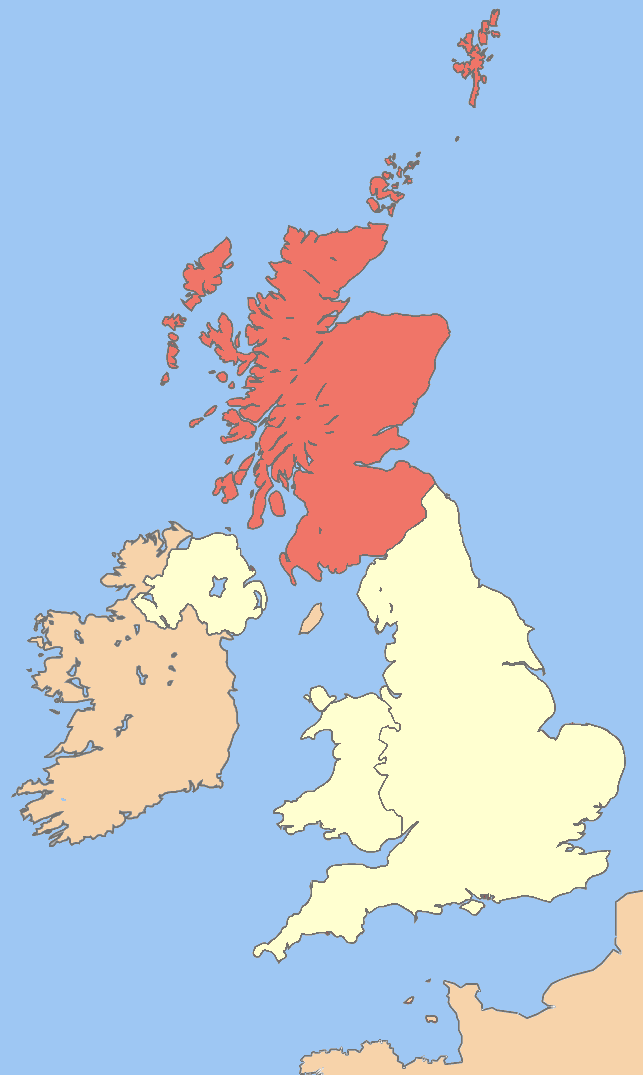
Шотландія в Сполученому Королівстві.

### Референдуми про деволюції

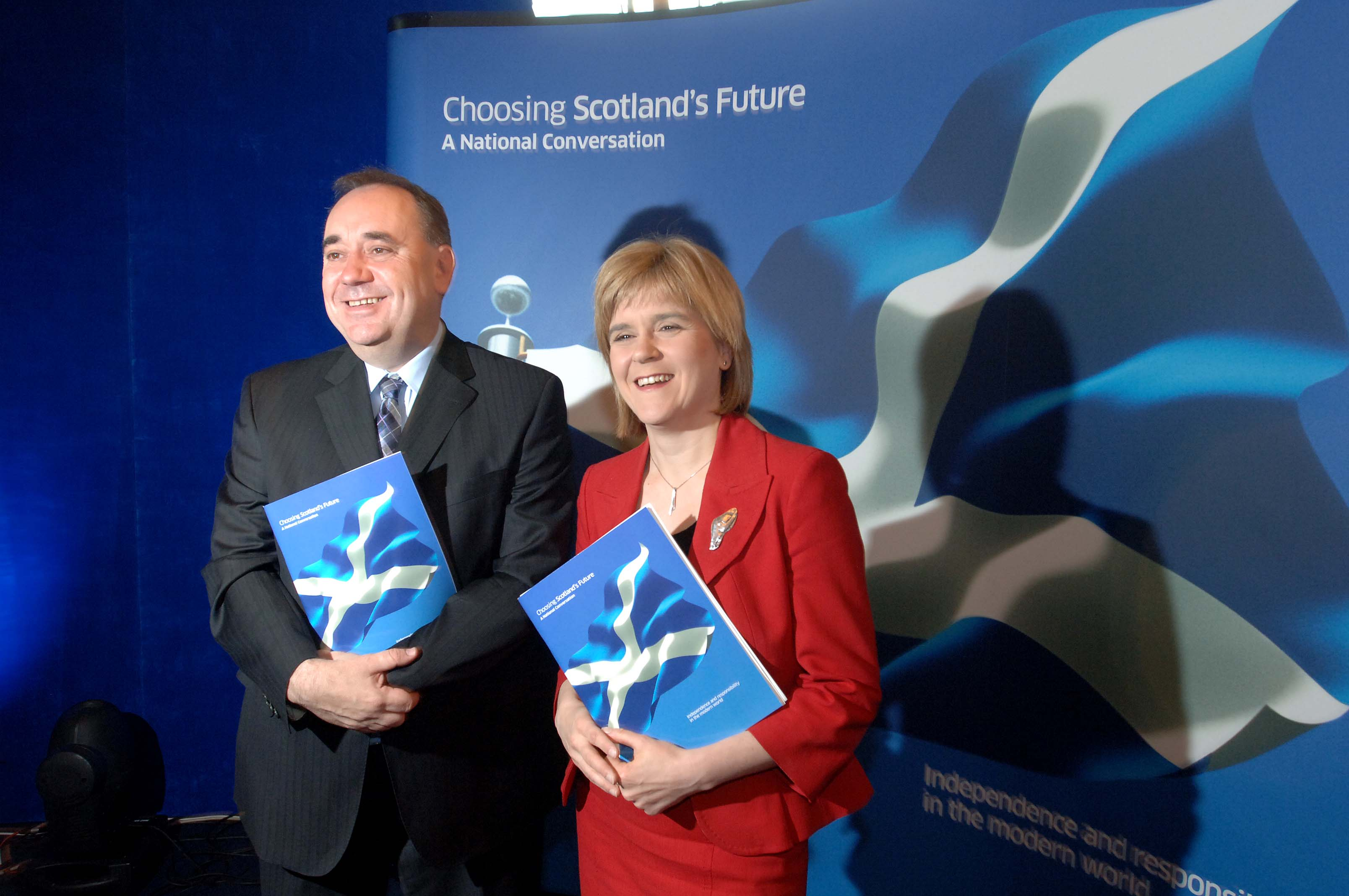
Перший міністр Шотландії Алекс Салмонд та його заступник Нікола Стерджен запускають проект National Conversation, 14 серпня 2007 р.

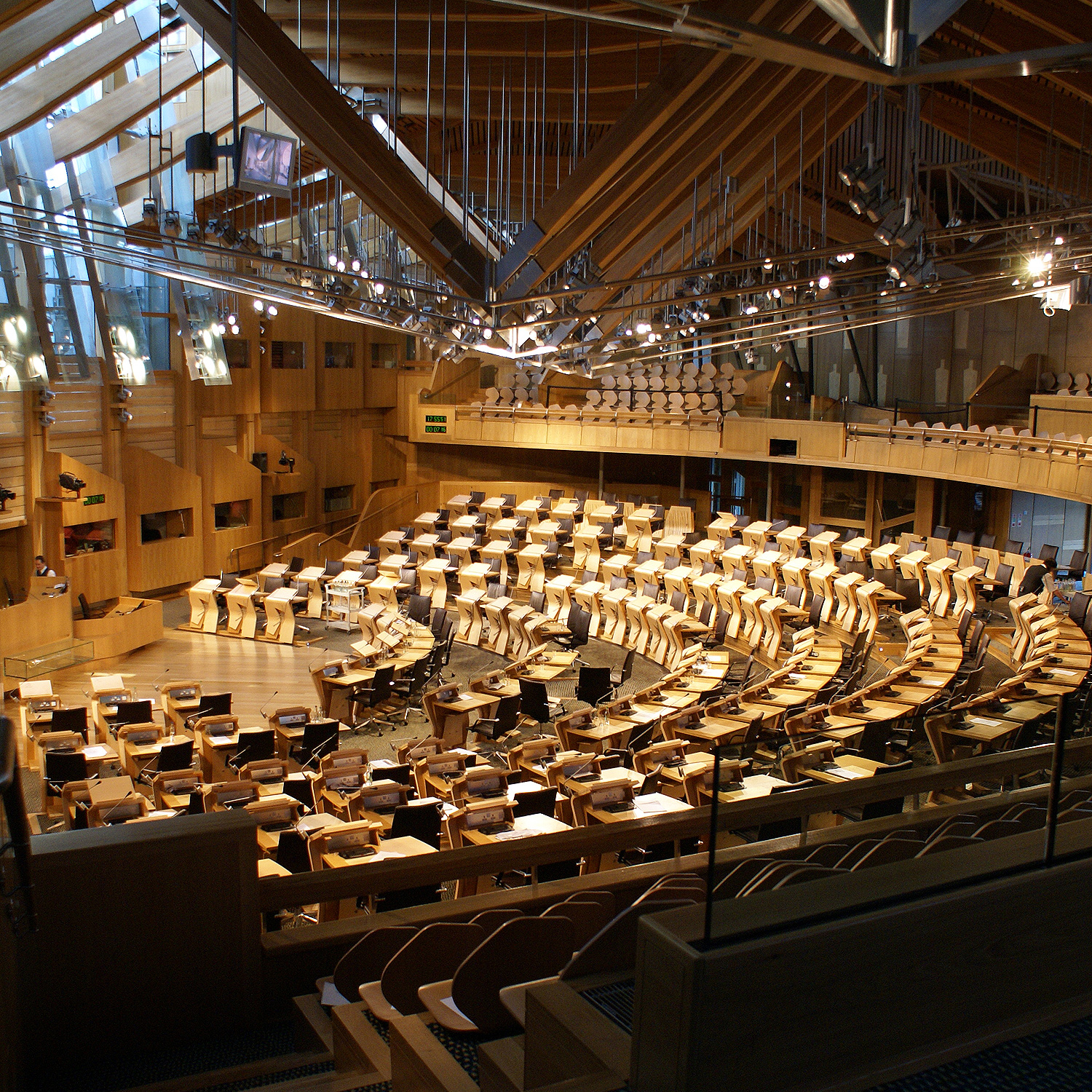
Зал засідань шотландського парламенту.

Пропозицію про деволюцію було винесено на референдум 1979 року, однак владні повноваження між Лондоном та Единбургом перерозподілені не були. На користь деволюції висловилася більшість, тим не менш, частка осіб, які підтримали пропозицію, виявилася недостатньо великою. Члену Парламенту від Лейбористської партії вдалося домогтись затвердження пункту, згідно з яким для ухвалення рішення достатньо згоди 40 % всього електорату. Надалі (1979—1997) реформи конституційного значення не проводилися. Незабаром після повернення британських соціал-демократів до влади був проведений новий референдум. Цього разу бажання електорату було виражене достатньо переконливо, виборці висловилися за створення місцевого парламенту та за його можливість регулювати базову ставку прибуткового податку.

## Право на обрання
За умовами закону 2010 року такі категорії осіб мають право взяти участь у референдумі:
- громадяни Британії, які проживають у Шотландії;
- громадяни країн Співдружності, що проживають в Шотландії;
- громадяни країн ЄС, що проживають в Шотландії;
- члени Палати лордів, що проживають в Шотландії;
- військовослужбовці Сполученого Королівства, зареєстровані як виборці в Шотландії;
- службовці британського Уряду, зареєстровані як виборці в Шотландії.

Також, ШНП запропонувала знизити віковий виборчий ценз з 18 до 16 років. У січні 2012 року член шотландського Парламенту від лейбористів Елейн Маррі запропонувала обговорити питання про надання виборчого права шотландцям, які проживають поза межами країни. Уряд Шотландії відхилив ініціативу, оскільки при цьому складність проведення референдуму зросте. Крім того, Кабінетом міністрів приведено положення Комітету з прав людини ООН, згідно з яким референдум, що не проводиться за бажанням резидентів, буде поставлено під сумнів іншими державами. У Палаті лордів баронесою Саймонс озвучена ідея про надання виборчого права всім громадянам Сполученого Королівства, оскільки результати голосування вплинуть на всю країну в цілому. Ця пропозиція була відкинута Урядом СК. При цьому лорд Уоллес відзначив, що всього 2 з 11 референдумів, які пройшли в державі з 1973, припускали участь громадян з усіх частин країни.

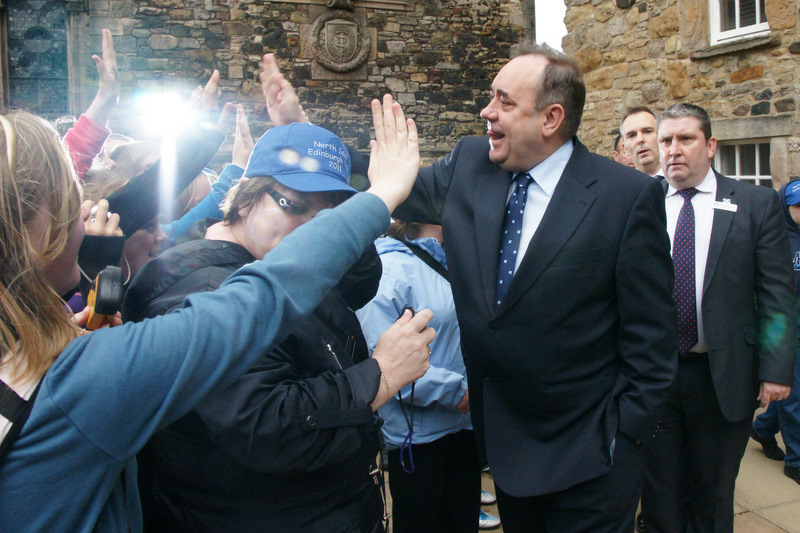
Перший міністр Шотландії Алекс Салмонд зустрічається з прихильниками незалежності, 3 серпня 2013

## Можливі наслідки
Згідно з доповіддю Уряду від 25 лютого 2010 року, якщо виборці дадуть позитивну відповідь на питання в обох випадках, будуть проведені «обов'язкові переговори» між керівництвом Шотландії та Сполученого Королівства. Стверджується, що тоді «шотландському та королівському парламентам потрібно буде підкоритися волі шотландського народу». Якщо буде схвалений лише перший пункт (деволюція), а другий (незалежність) не отримає підтримки, тоді необхідні зміни будуть впроваджені за допомогою парламентського акту, урядових декретів або обох нормативно-правових актів одразу.

## Результат
За результатами усіх 32-х шотландських регіонів, які брали участь у референдумі, «Ні» незалежності сказали близько 55 % виборців, «За» — 45 %. Прихильники незалежності перемогли у чотирьох округах з 32-х.

### За областями
| Виборчий округ        | Голосів «За» | Голосів «Проти» | За (%) | Проти (%) | Різниця (%) | Дійсних бюлетенів | Явка (%) |
| --------------------- | ------------ | --------------- | ------ | --------- | ----------- | ----------------- | -------- |
| Абердин               | 59,390       | 84,094          | 41.4 % | 58.6 %    | 17.2 %      | 143,484           | 81.7 %   |
| Абердиншир            | 71,337       | 108,606         | 39.6 % | 60.4 %    | 20.8 %      | 179,943           | 87.2 %   |
| Ангус                 | 35,044       | 45,192          | 43.7 % | 56.3 %    | 12.6 %      | 80,236            | 85.7 %   |
| Аргілл-і-Б'ют         | 26,324       | 37,143          | 41.5 % | 58.5 %    | 17 %        | 63,467            | 88.2 %   |
| Клакманнаншир         | 16,350       | 19,036          | 46.2 % | 53.8 %    | 7.6 %       | 35,386            | 88.6 %   |
| Дамфріс і Галловей    | 36,614       | 70,039          | 34.3 % | 65.7 %    | 31.4 %      | 106,653           | 87.5 %   |
| Данді                 | 53,620       | 39,880          | 57.3 % | 42.7 %    | 14.6 %      | 93,500            | 78.8 %   |
| Східний Ершир         | 39,762       | 44,442          | 47.2 % | 52.8 %    | 5.6 %       | 84,204            | 84.5 %   |
| Східний Данбартоншир  | 30,624       | 48,314          | 38.8 % | 61.2 %    | 22.4 %      | 78,938            | 91.0 %   |
| Східний Лотіан        | 27,467       | 44,283          | 38.3 % | 61.7 %    | 23.4 %      | 71,750            | 87.6 %   |
| Східний Ренфрюшир     | 24,287       | 41,690          | 36.8 % | 63.2 %    | 26.4 %      | 65,977            | 90.4 %   |
| Единбург              | 123,927      | 194,638         | 38.9 % | 61.1 %    | 22.2 %      | 318,565           | 84.4 %   |
| Еллін Сір             | 9,195        | 10,544          | 46.6 % | 53.4 %    | 6.8 %       | 19,739            | 86.2 %   |
| Фолкерк               | 50,489       | 58,030          | 46.5 % | 53.5 %    | 7 %         | 108,519           | 88.7 %   |
| Файф                  | 114,148      | 139,788         | 45.0 % | 55.0 %    | 10 %        | 253,936           | 84.1 %   |
| Глазго                | 194,779      | 169,347         | 53.5 % | 46.5 %    | 7 %         | 364,126           | 75.0 %   |
| Гайленд               | 78,069       | 87,739          | 47.1 % | 52.9 %    | 5.8 %       | 165,808           | 87.0 %   |
| Інверклайд            | 27,243       | 27,329          | 49.9 % | 50.1 %    | 0.2 %       | 54,572            | 87.4 %   |
| Середній Лотіан       | 26,370       | 33,972          | 43.7 % | 56.3 %    | 12.6 %      | 60,342            | 86.8 %   |
| Морей                 | 27,232       | 36,935          | 42.4 % | 57.6 %    | 15.2 %      | 64,167            | 85.4 %   |
| Північний Ершир       | 47,072       | 49,016          | 48.9 % | 51.1 %    | 2.2 %       | 96,088            | 84.4 %   |
| Північний Ланаркшир   | 115,783      | 110,922         | 51.1 % | 48.9 %    | 2.2 %       | 226,705           | 84.4 %   |
| Оркнейські острови    | 4,883        | 10,004          | 32.8 % | 67.2 %    | 34.4 %      | 14,887            | 83.7 %   |
| Перт-і-Кінросс        | 41,475       | 62,714          | 39.8 % | 60.2 %    | 20.4 %      | 104,189           | 86.9 %   |
| Ренфрюшир             | 55,466       | 62,067          | 47.2 % | 52.8 %    | 5.6 %       | 117,533           | 87.3 %   |
| Шотландські кордони   | 27,906       | 55,553          | 33.4 % | 66.6 %    | 33.2 %      | 83,459            | 87.4 %   |
| Шетландські острови   | 5,669        | 9,951           | 36.3 % | 63.7 %    | 27.4 %      | 15,620            | 84.4 %   |
| Південний Ершир       | 34,402       | 47,247          | 42.1 % | 57.9 %    | 15.8 %      | 81,649            | 86.1 %   |
| Південний Ланаркшир   | 100,990      | 121,800         | 45.3 % | 54.7 %    | 9.4 %       | 222,790           | 85.3 %   |
| Стерлінг              | 25,010       | 37,153          | 40.2 % | 59.8 %    | 19.6 %      | 62,163            | 90.1 %   |
| Західний Данбартоншир | 33,720       | 28,776          | 54.0 % | 46.0 %    | 8 %         | 62,396            | 87.9 %   |
| Західний Лотіан       | 53,342       | 65,682          | 44.8 % | 55.2 %    | 10.4 %      | 119,024           | 86.2 %   |
| Загалом               | 1,617,989    | 2,001,926       | 44.7 % | 55.3 %    | 10.6 %      | 3,619,915         | 84.6 %   |

### Внутрішня реакція
Лідер Шотландської національної партії Алекс Салмонд, визнав, що шотландці проголосували проти незалежності.
Прем'єр-міністр Великої Британії Девід Кемерон привітав лідера кампанії проти незалежності Шотландії Алістера Дарлінга. Кемерон пообіцяв надати ширші повноваження Шотландії, відзначивши, що відповідний законопроєкт буде внесений до парламенту в січні.